# Christoph Förster (Schauspieler)
Christoph Förster (* 1. Oktober 1986 in Berlin) ist ein deutscher Schauspieler.

## Wirken
Christoph Förster stand bereits als Kind auf verschiedenen Bühnen. Von 1999 bis 2001 spielte er in der Kinder- und Jugendserie Schloss Einstein im KiKA mit. Er verkörperte die Rolle des Philip Schwehrs.
Von 2009 bis 2012 studierte er Schauspiel an der Universität der Künste in Berlin. Von 2012 bis 2016 war er festes Ensemblemitglied am Staatstheater Kassel. Dort arbeitete er u. a. mit Johannes Schütz, Markus Dietz und Gustav Rueb.
Von 2017 bis 2022 war Christoph Förster festes Ensemblemitglied am Theater Magdeburg, wo er u. a. mit Cornelia Crombholtz, Matthias Fontheim und dem Kollektiv Prinzip Gonzo zusammenarbeitete.

## Filmografie
- 1998: Hallo, Onkel Doc! – Der Außerirdische
- 2000–2003, 2007: Schloss Einstein (Fernsehserie)
- 2008: Operation Walküre – Das Stauffenberg-Attentat (Valkyrie)
- 2008: Torstraße intim (Internet-Sitcom)
- 2008: Isi come isi go (Kurzfilm)
- 2009: Ich heiße anders (Kurzfilm)
- 2011: Annas Kleider (Kurzfilm)
- 2016: Letzte Ausfahrt Gera – Acht Stunden mit Beate Zschäpe

## Theater
- 2011: Rohstoff – Maxim Gorki Theater Berlin
- 2012: Little Boy-Big Taifoon – Deutsches Theater Berlin

Staatstheater Kassel (Auswahl):
- 2012: Was ihr wollt
- 2012: Lulu
- 2013: Die Frau von früher
- 2014: Macbeth
- 2014: Tschick
- 2014: Hochzeit bei den Cromagnons (DE)
- 2015: Nachtasyl
- 2015: Die Schutzbefohlenen
- 2016: Terror
- 2017: Lost and Found

Theater Magdeburg (Auswahl):
- 2017: Sieben gegen Theben
- 2017: Bunbury
- 2018: Der Prozess
- 2018: Die Präsidentin (Co-Produktion mit den Ruhrfestspielen Recklinghausen)
- 2019: Karl und Rosa (UA)
- 2019: Der Geheimagent
- 2021: Das siebte Kreuz